# Hans Huber (kompozytor)
Hans Huber, właśc. Johann Alexander Huber (ur. 28 czerwca 1852 w Eppenberg-Wöschnau w kantonie Solura, zm. 25 grudnia 1921 w Locarno) – szwajcarski kompozytor.

## Życiorys
Jako dziecko śpiewał w chórze, uczył się też gry na fortepianie i organach. W latach 1870–1874 studiował w konserwatorium w Lipsku u Ernsta Friedricha Richtera, Carla Reineckego i Ernsta Ferdinanda Wenzla. Po ukończeniu studiów pracował jako nauczyciel muzyki w Husseren-Wesserling i Thann w Alzacji. W 1877 roku zamieszkał w Bazylei, gdzie od 1889 roku prowadził klasę fortepianu w tamtejszym konserwatorium, a w latach 1896–1917 był jego dyrektorem. W latach 1899–1902 kierował Gesangverein w Bazylei. Ze względu na chorobę musiał zaprzestać działalności pedagogicznej i koncertowej, w 1918 roku wyjechał do Locarno, gdzie poświęcił się komponowaniu muzyki religijnej.
Był mężem śpiewaczki Idy Petzold, z którą występował jako akompaniator.

## Twórczość
Był przedstawicielem stylu romantycznego w muzyce szwajcarskiej, początkowo pozostawał pod wpływem Schumanna, później Liszta, Brahmsa i Straussa. Często wykorzystywał w swojej muzyce motywy ze szwajcarskich pieśni ludowych. Za życia jego twórczość była wysoko ceniona i wielokrotnie wydawana.

## Ważniejsze kompozycje
(na podstawie materiałów źródłowych)

### Utwory orkiestrowe
- 8 symfonii (I „Tell” 1881, II „Böcklin” 1900, III „Heroische” 1902, IV „Akademische” 1909, V „Romantische – Der Geiger von Gmünd” 1906, VI 1911, VII „Schweizerische” 1917, VIII 1920)
- oda symfoniczna An das Vaterland (1898)
- 2 serenady (Sommernächte 1885, Winternächte 1895)
- 4 koncerty fortepianowe (I 1878, II 1891, III 1899, IV 1911)
- 2 koncerty skrzypcowe (I 1878, II 1886)
- Suita na wiolonczelę (1919)

### Utwory kameralne
- Sekstet na fortepian i instrumenty dęte (1900)
- 2 kwintety fortepianowe (I 1891, II 1896)
- Kwintet na instrumenty dęte i fortepian (1914)
- Kwartet smyczkowy (1896)
- 2 kwartety fortepianowe (I 1891, II 1902)
- 4 tria fortepianowe

### Utwory wokalno-instrumentalne
- Caenis na alt, chór męski i orkiestrę (1902)
- Heldenehren na sopran, baryton, chór dziecięcy, chór męski i orkiestrę (1913)
- kantata Pandora (1910)
- kantata na jubileusz uniwersytetu w Bazylei (1910)
- oratoria: Der Heilige Hain (1910) i Weissagung und Erfüllung (1913)
- 4 msze (1919–1920)

### Opery
- Weltfrühling (wyst. Bazylea 1894)
- Kudrun (wyst. Bazylea 1896)
- Der Simplicius (wyst. Bazylea 1912)
- Die schöne Bellinda (wyst. Berno 1916)
- Frutto di mare (wyst. Bazylea 1918)